# Редукцион
Редукцион — торги со снижением цены (торги на понижение).
Как правило, при заключении договора проводится тендер, бывают случаи, когда необходимо провести дополнительно между несколькими участниками редукцион.
Редукцион часто проводят в электронной форме на электронных торговых площадках
Процедура проведения редукциона практически полностью аналогична аукциону на понижение цены, однако редукцион в соответствии с Гражданским кодексом РФ не является торгами. 
В связи с этим у заказчика отсутствует обязанность заключать договор с победителем редукциона и требования к срокам размещения извещения.
Процедуру редукциона нельзя применять при Государственном заказе, однако редукцион часто используют заказчики, попадающие под действие 223-ФЗ.

## Процедура проведения редукциона
Процедуру проведения редукциона можно представить несколькими этапами:
1. Зарегистрированные участники получают номера, под которыми они дают предложения в ходе редукциона
2. Ведущий объявляет цену и шаг снижения
3. Участники заявляют о намерении дать предложения путём поднятия транспаранта с полученным при регистрации номером
4. Ведущий предоставляет возможность участникам огласить предложения в порядке поднятия ими транспарантов с номерами
5. Редукцион продолжается до тех пор, пока не останется один участник, более других снизивший цену
6. При снижении цены до нуля возможно продолжение торгов, уже на повышение цены

Процедура проведения редукциона в электронной форме:
1. Участники проходят аккредитацию на электронной торговой площадке Для этого необходимо иметь электронную подпись
2. Участники подают заявки, подписанные электронной подписью заявки, через функциональность электронной торговой площадки
3. После окончания срока приема заявок заказчику открывается доступ к заявкам участников, закупочная комиссия принимает решение о допуске или отклонении заявок участников
4. Допущенные участники в назначенное время делают предложения, путём ввода данных на электронной торговой площадке
5. После окончания редукциона, формируется протокол, на основании которого заказчик принимает решение о заключении договора с победителем